# (5647) Sarojininaidu
(5647) 1990 TZ es un asteroide perteneciente al cinturón de asteroides descubierto el 14 de octubre de 1990 por Eleanor F. Helin desde el Observatorio del Monte Palomar, Estados Unidos.

## Designación y nombre
Designado provisionalmente como 1990 TZ. Fue nombrado Rojyurij en homenaje a Sarojini Naidu, poeta indio. Abogó por la no violencia como un medio para el cambio social y fue responsable de gran parte de la planificación estratégica que finalmente condujo a la independencia india. Es conocida por escribir la colección de poemas El umbral de oro.

## Características orbitales
1990 TZ está situado a una distancia media del Sol de 2,426 ua, pudiendo alejarse hasta 3,077 ua y acercarse hasta 1,775 ua. Su excentricidad es 0,268 y la inclinación orbital 21,92 grados. Emplea 1380,91 días en completar una órbita alrededor del Sol.

## Características físicas
La magnitud absoluta de 1990 TZ es 12,2. Tiene 8,61 km de diámetro y su albedo se estima en 0,297. Está asignado al tipo espectral S según la clasificación SMASSII.